# Bälinge socken, Uppland
Bälinge socken i Uppland ingick i Bälinge härad, ingår sedan 1971 i Uppsala kommun och motsvarar från 2016 Bälinge distrikt.
Socknens areal är 143,50 kvadratkilometer varav 139,00 land. År 2000 fanns här 4 437 invånare.  Godset Kiplingeberg, tätorten Lövstalöt samt tätorten och kyrkbyn Bälinge med sockenkyrkan Bälinge kyrka ligger i socknen.   

## Administrativ historik

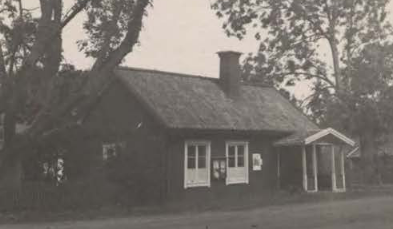
Bälinge sockenstuga byggd 1735 såld till kommunen 1810

Bälinge socken har medeltida ursprung, och omtalas första gången 1253 ('ecclesiam insuper et parochiam de Beling'). Byn Ugglesta som delades mellan Bälinge och Åkerby socken överfördes 1889 i alla avseenden till Åkerby socken. Utjorden Solvallen, var från 1548 delad mellan Bälinge och Ärentuna jordebokssocknar. Byn Vissbo tillhörde Bälinge jordebokssocken men Harbo kyrksocken, 1921 överfördes byn till Bälinge i alla avseenden.
Vid kommunreformen 1862 övergick socknens ansvar för de kyrkliga frågorna till Bälinge församling och för de borgerliga frågorna bildades Bälinge landskommun. Landskommunen utökades 1952 och uppgick 1971 i Uppsala kommun. Församlingen uppgick 2010 i Bälingebygdens församling.
1 januari 2016 inrättades distriktet Bälinge, med samma omfattning som församlingen hade 1999/2000.  
Socknen har tillhört län, fögderier, tingslag och domsagor enligt vad som beskrivs i artikeln Bälinge härad. De indelta soldaterna tillhörde Upplands regemente, Uppsala kompani och Livregementets dragonkår, Norra Upplands skvadron.

## Geografi
Bälinge socken ligger nordväst om Uppsala med Tämnaren i norr. Socknen är en slättbygd på Uppsalaslätten i sydost och mossrik skogsbygd i nordväst.
De gårdar och byar i Bälinge socken som har anor sedan 1500-talet eller längre i Bälinge socken är Berg, Bostaebo, Ekeby, Fansta, Faxan, Forkarlby, Grellsbo, Gullögla, Gustebo, Gysta, Hämringe, Högby, Högsta, Isgrena, Kanikbo, Kiplinge, Klockarbol, Laggarbo, Lindberg, Losgärde, Lövsta, Marsta, Morberga, Målsta, Nyby, Nyvla, Oxsätra, Prästgården, Pålsbo, Rosta, Roteberg, Räbbo, Rörby, Rörmyra, Skediga, Spikbole, Sundbro, Svartarbo, Svista, Sävastbo, Torvsätra, Tuna, Uggelsta, Ulva, Vallskog, Väsby, Åby, Åkerlänna, Åloppe, Ålsbo och Äskelunda.

## Fornlämningar
Från bronsåldern finns spridda gravrösen och skärvstenshögar. Från järnåldern finns drygt 40 gravfält.  37 runstenar är funna.

## Namnet
Namnet skrevs 1281 Bæling och är ett bygdenamn. Förleden innehåller bal, 'bål, eldplats' troligen syftande på en samlingsplats. Efterleden inge är en inbyggarbeteckning.